# Бруно, Пьетро
Пьетро Бруно (итал. Bruno Pietro; 12 апреля 1920 — 4 ноября 1942) — итальянский офицер, танкист во время Второй мировой войны. Кавалер высшей награды Италии за подвиг на поле боя — золотой медали «За воинскую доблесть» (1942, посмертно).

## Биография
Родился 12 апреля 1920 года в коммуне Айдоне провинции Энна региона Сицилия.
Командир танкового взвода Fiat M14/41 1-й танковой роты 10-го танкового батальона 132-го танкового полка 132-й танковой дивизии «Ариете» младший лейтенант Пьетро Бруно отличился 3-4 ноября 1942 года в ходе второго сражения при Эль-Аламейне (Североафриканская кампания Второй мировой войны).

Командир танкового взвода M14/41 с неукротимой доблестью провёл свой экипаж по трудному пути к победе и самопожертвованию. Во время разведки боем, бронированные машины были контратакованы несколькими танками противника, и командир подразделения принял неравный бой, предприняв ряд умелых манёвров. Несмотря на ранение в правое плечо, с завидным упорством продолжал бой до выполнения поставленных задач. На следующий день участвовал в тяжёлых и кровопролитных боях против превосходящих бронетанковых сил противника, и несмотря на физическое изнеможение, своими словами, спокойствием, твёрдостью и боевым духом заряжал своих боевых товарищей. Получив приказ прикрывать отход батальона, попал со своим взводом под огонь самоходной артиллерии противника. Гордясь великой миссией, возложенной на него, не замечал никакой опасности, находясь в открытом люке танка в самый разгар боя. Выдержав многочисленные попадания, сохранил подвижность и вёл огонь, нанося серьёзный урон противнику, застигнутому врасплох такой смелостью. Раненый осколками в лицо, остался на своём посту. Прямое попадание стало славным финалом его боевой машины и его молодости, благородной и храброй.
Бир-Эль-Абд (Северная Африка), 3-4 ноября 1942.
Оригинальный текст (итал.)Comandante di plotone carri M. 14/41, con indomito valore tracciò ai suoi equipaggi la dura via della vittoria e del sacrificio. In azione di ricognizione offensiva, attaccato da numerosi mezzi corazzati avversari, alla testa del suo reparto, accettava l’impari lotta sopperendo all’esiguità numerica con abili temerarie manovre. Benché ferito alla spalla destra, protraeva con ammirabile tenacia la violenta azione fino al termine dell’ardua missione. Rifiutava quindi decisamente di essere avviato alla base in previsione del nuovo impiego dei suoi carristi. Il giorno successivo impegnato in aspri e cruenti scontri contro soverchianti forze corazzate, sosteneva, pur essendo minorato fisicamente, il formidabile urto alimentando nei propri equipaggi, con la sua serenità e fermezza, spiccato spirito aggressivo. Prescelto per la sua abituale arditezza a proteggere la manovra di sganciamento del battaglione cui apparteneva, si slanciava decisamente col suo plotone rinforzato da una sezione di semoventi, sul fianco del dispositivo avversario. Conscio e fiero della grave missione affidatagli, sdegnando ogni personale pericolo, si sporgeva dalla torretta incitando gli equipaggi a più serrata lotta. Più volte investito da violenta reazione di fuoco avversario insisteva nel suo movimento a fuoco infliggendo gravi perdite al nemico sorpreso da tanto ardire. Ferito alla fronte da scheggia di granata, rimaneva al suo posto di dovere persistendo nella disperata azione. Colpito in pieno il suo mezzo corazzato, trovava gloriosa fine nel rogo del proprio carro divenuto fiammeggiante bara della sua giovinezza generosa ed ardita.

Bir el Abd (A.S.), 3-4 novembre 1942.
— Из представления к награде

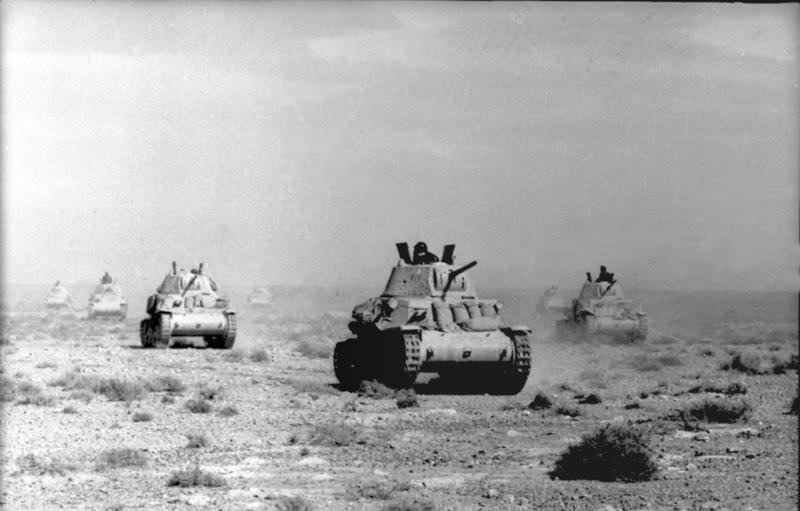
Итальянская танковая колонна M13/40 в Северной Африке (1941).
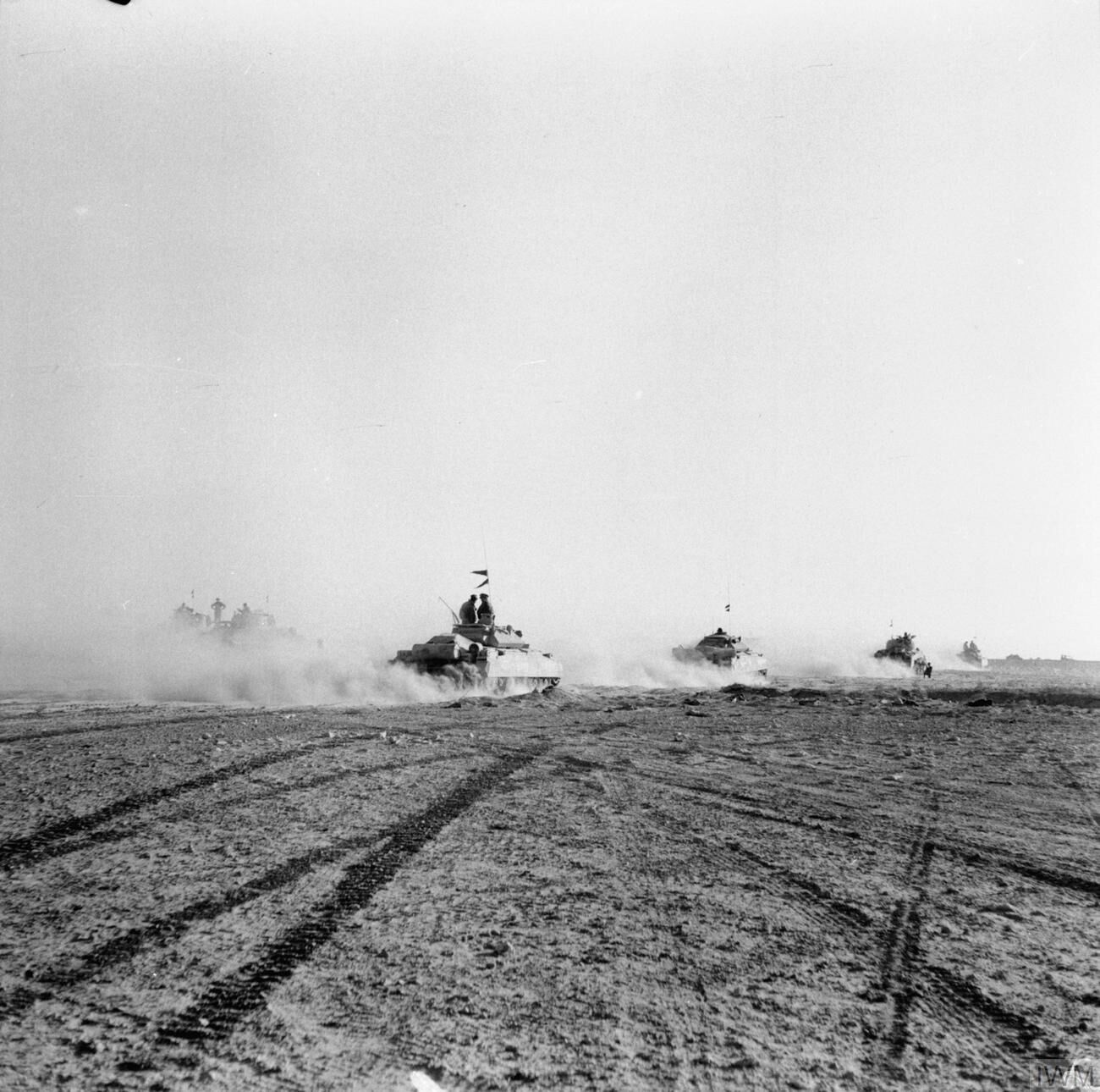
Наступление английских танков на немецкие позиции, Северная Африка, 24 октября 1942.

## Награды
- Золотая медаль «За воинскую доблесть» (1942, посмертно)